# ویلفرانش-دی-روئرگ
ویلفرانش-دی-روئرگ (انگلیسی: Villefranche-de-Rouergue) یک کمون در بخش آویرون در جنوب فرانسه است.